# Ronabea emetica
Espèce
Ronabea emetica est une espèce de plantes dicotylédones de la famille des Rubiaceae, sous-famille des Rubioideae, originaire d'Amérique centrale et d'Amérique du Sud.
Les rhizomes de cette plante contiennent des alcaloïdes et sont utilisés comme drogue végétale connue sous le nom d'« ipéca strié majeur ». Celle-ci a historiquement servi de succédané ou d'adultération de l'ipéca vrai.

## Taxinomie
L'espèce Ronabea emetica a été décrite initialement sous le nom de Psychotria emetica par Carl von Linné le Jeune et publié en 1782 dans Supplementum Plantarum Systematis Vegetabilium ... (Suppl. Pl. 144).
Elle a été reclassée dans le genre Ronabea par Achille Richard et publiée dans Mémoire sur la famille des Rubiacées 90. 1829[1830].  (Mem. Soc. Hist. Nat. Paris, v. 170: 1834) 90. 1829[1830].

### Noms vernaculaires
- Ipéca strié majeur, ipéca violet ou gris-cendré, ipéca des Côtes d’Or[4].

### Synonymes
Selon Plants of the World online (POWO) (25 février 2022):
- Cephaelis emetica (L.f.) Pers.
- Evea emetica (L.f.) Stellfeld
- Psychotria emetica L.f. (basionyme)
- Uragoga emetica (L.f.) Baill.